# Halterofilismo nos Jogos Olímpicos de Verão de 2024 - Até 59 kg feminino
A categoria até 59 kg feminino do halterofilismo nos Jogos Olímpicos de Verão de 2024 ocorreu na Arena 6 Paris Sul em Paris, França, em 8 de agosto de 2024. Um total de 12 halterofilistas, cada uma representando um Comitê Olímpico Nacional (CON), participaram do evento.

## Qualificação
Até 12 halterofilistas poderiam se qualificar, com as vagas sendo alocadas da seguinte forma:
- Dez pelo ranking de qualificação olímpica da Federação Internacional de Halterofilismo (IWF);
- Uma pelo ranking de qualificação olímpica continental da IWF;
- Uma para o país anfitrião ou pelo princípio de universalidade.

## Calendário
Horário local (UTC+2)
| Data                | Hora  | Fase  |
| ------------------- | ----- | ----- |
| 8 de agosto de 2024 | 15:00 | Final |

## Medalhistas
| Ouro   | CHN Luo Shifang    |
| Prata  | CAN Maude Charron  |
| Bronze | TPE Kuo Hsing-chun |

## Recordes
Antes desta competição, os seguintes recordes eram estabelecidos:
| Recorde          | Tipo      | Halterofilista | Peso   | Local    | Data                   |
| Recorde mundial  | Arranque  | Kim Il-gyong   | 111 kg | Hangzhou | 2 de outubro de 2023   |
| Recorde mundial  | Arremesso | Kuo Hsing-chun | 140 kg | Pattaya  | 21 de setembro de 2019 |
| Recorde mundial  | Total     | Luo Shifang    | 248 kg | Phuket   | 3 de abril de 2024     |
|                  |           |                |        |          |                        |
| Recorde olímpico | Arranque  | Kuo Hsing-chun | 103 kg | Tóquio   | 27 de julho de 2021    |
| Recorde olímpico | Arremesso | Kuo Hsing-chun | 133 kg | Tóquio   | 27 de julho de 2021    |
| Recorde olímpico | Total     | Kuo Hsing-chun | 236 kg | Tóquio   | 27 de julho de 2021    |

Após a competição, os seguintes recordes foram estabelecidos:
| Recorde          | Tipo      | Halterofilista  | Peso   | Local | Data                |
| Recorde olímpico | Arranque  | CHN Luo Shifang | 107 kg | Paris | 8 de agosto de 2024 |
| Recorde olímpico | Arremesso | CHN Luo Shifang | 134 kg | Paris | 8 de agosto de 2024 |
| Recorde olímpico | Total     | CHN Luo Shifang | 241 kg | Paris | 8 de agosto de 2024 |

## Resultados
| Pos.              | Halterofilista     | CON                | Arranque (kg) | Arranque (kg) | Arranque (kg) | Arranque (kg) | Arremesso (kg) | Arremesso (kg) | Arremesso (kg) | Arremesso (kg) | Total |
| Pos.              | Halterofilista     | CON                | 1             | 2             | 3             | Result.       | 1              | 2              | 3              | Result.        | Total |
| ----------------- | ------------------ | ------------------ | ------------- | ------------- | ------------- | ------------- | -------------- | -------------- | -------------- | -------------- | ----- |
| Medalha de ouro   | Luo Shifang        | CHN China          | 101           | 105           | 107           | 107           | 129            | 134            | 137            | 134            | 241   |
| Medalha de prata  | Maude Charron      | CAN Canadá         | 101           | 104           | 106           | 106           | 126            | 130            | 132            | 130            | 236   |
| Medalha de bronze | Kuo Hsing-chun     | TPE Taipé Chinês   | 103           | 105           | 105           | 105           | 130            | 130            | 137            | 130            | 235   |
| 4                 | Anyelin Venegas    | VEN Venezuela      | 97            | 100           | 102           | 102           | 122            | 128            | 134            | 128            | 230   |
| 5                 | Rafiatu Lawal      | NGR Nigéria        | 100           | 103           | 103           | 100           | 125            | 127            | 130            | 130            | 230   |
| 6                 | Elreen Ando        | PHI Filipinas      | 100           | 100           | 102           | 100           | 130            | 130            | 130            | 130            | 230   |
| 7                 | Kamila Konotop     | UKR Ucrânia        | 104           | 106           | 106           | 104           | 123            | 129            | 132            | 123            | 227   |
| 8                 | Janeth Gómez       | MEX México         | 92            | 92            | 95            | 95            | 114            | 119            | 122            | 122            | 217   |
| 9                 | Dora Tchakounté    | FRA França         | 95            | 98            | 100           | 98            | 115            | 118            | —              | 115            | 213   |
| 10                | Mattie Sasser      | MHL Ilhas Marshall | 94            | 94            | 94            | 94            | 110            | 115            | 118            | 115            | 209   |
| 11                | Lucrezia Magistris | ITA Itália         | 96            | 96            | 100           | 96            | 111            | 112            | 112            | 112            | 208   |
| —                 | Yenny Álvarez      | COL Colômbia       | 101           | 103           | 105           | 105           | 130            | 132            | 132            | —              | DNF   |

Legenda
| Recorde mundial      | Recorde mundial (World record)               |                       | Recorde africano                      | Recorde africano (African) |                                           | Q | Classificado por posição (Qualified) |
| Recorde olímpico     | Recorde olímpico (Olympic record)            | Recorde da América    | Recorde da América (Americas)         | q                          | Classificado por melhor tempo (Qualified) |   |                                      |
| Melhor marca do ano  | Melhor marca do ano (World leading)          | Recorde asiático      | Recorde asiático (Asian)              | DNS                        | Não largou (Did not start)                |   |                                      |
| Recorde nacional     | Recorde nacional (National record)           | Recorde europeu       | Recorde europeu (European)            | DNF                        | Não terminou (Did not finish)             |   |                                      |
| Recorde pessoal      | Recorde pessoal do atleta (Personal best)    | Recorde da Oceania    | Recorde da Oceania (Oceania)          | DSQ / DQ                   | Desclassificado (Disqualified)            |   |                                      |
| Recorde da temporada | Recorde da temporada do atleta (Season best) | Recorde sul-americano | Recorde sul-americano (South America) | NM                         | Sem marca (No mark)                       |   |                                      |